# Ricardo Barbosa
Ricardo Barbosa (Campina Grande, 3 de abril de 1958) é um jornalista e político brasileiro, atualmente filiado ao PSB. Exerceu o cargo de deputado estadual na Paraíba entre 2015 e 2023.

## Carreira política
Filho dos ex-vereadores Maria Barbosa e Manoel Barbosa, disputou sua primeira eleição em 1990, quando concorreu a deputado estadual pelo PMDB, aos 32 anos. O desempenho nas urnas foi o pior de sua carreira política: recebeu apenas 45 votos - destes, 22 eram de João Pessoa, sua base eleitoral.[carece de fontes?]
Em 1994 e 1998, também pelo PMDB, melhorou seu desempenho nas urnas: foram 10.866 e 10.756 votos, respectivamente, mas não conseguiu se eleger. Em 2002, filiado ao PSB, obteve 9.058 votos e ficou novamente de fora da Assembleia Legislativa.[carece de fontes?]
Concorreu pela quinta vez seguida a deputado estadual em 2006, agora pelo PSDB. Embora fosse lembrado por 18.869 eleitores, Ricardo Barbosa ficou novamente como suplente - durante o período, assumiu o cargo em lugar de outros parlamentares licenciados.[carece de fontes?]
Antes da eleição de 2010, quando estava filiado ao PPS, protagonizou uma polêmica em abril do mesmo ano: rasgou uma edição do Diário do Poder Legislativo que havia publicado sua posse na ALPB na vaga de João Gonçalves, e o acusou de estar cassando o mandato - ele havia pedido licença de 125 dias e pediu para reassumir o cargo. Voltou ao PSB para disputar o pleito estadual, onde receberia 11.984 votos e ficando novamente com uma suplência.[carece de fontes?]
Entre 2011 e 2014, no primeiro mandato de Ricardo Coutinho como governador, atuou como Secretário Executivo de obras do PAC na Paraíba, deixando o cargo para concorrer pela oitava vez a uma vaga na Assembleia Legislativa, sendo eleito pela primeira vez como titular após emplacar 32.892 votos (vigésimo deputado estadual mais votado), e reeleito em 2018 com a quarta maior votação (41.201).[carece de fontes?]
Com a janela partidária aberta em março de 2022, sua saída do PSB foi especulada, mas após conversas com o governador João Azevêdo, decidiu permanecer no partido. Disputou uma vaga na Câmara dos Deputados, foi o 13º candidato com a maior votação (63.777), mas ficou de fora pelo quociente eleitoral, obtendo a primeira suplência.[carece de fontes?]
Em fevereiro de 2023 assumiu a presidência da Companhia Docas da Paraíba, que administra o Porto de Cabedelo.